# Motoriktest für vier- bis sechsjährige Kinder
Der Motoriktest für vier- bis sechsjährige Kinder (kurz MOT 4-6) ist ein 1987 publiziertes, standardisiertes, motodiagnostisches Verfahren zur Messung des motorischen Entwicklungsstandes bei Kindern im Vorschulalter, um motorisch unterentwickelte Kinder zu erkennen.
Der Test beruht auf den Lincoln Oseretsky Motor Development Scales (LOMDS) und dem von Ernst J. Kiphard entwickelten Körperkoordinationtest für Kinder (KTK), zu welchen für die Anwendung bei Vorschulkindern Anpassungen gemacht wurden.
Stärken des Tests sind seine Altersgerechtheit für Kinder im Vorschulalter, die Eignung für den Einsatz in einer pädagogischen Umgebung, der kurze und übersichtliche Bewertungsbogen, die Effizienz durch die getesteten Items und den Testumfang, den Bezug auf allgemeine und grundlegende Bewegungsfertigkeiten und den Aufschluss über die Beherrschung von Fertigkeiten, sowohl unterhalb als auch oberhalb des zu erwartenden Entwicklungsniveaus des Kindes.
Nachteile sind das Alter der normativen Daten, kein Vorhandensein aktueller Revisionen des Tests und geringe Rezeption des Tests und seine Ergebnisse in der internationalen wissenschaftlichen Literatur.

## Testablauf
Die Testzeit für ein Kind liegt bei 20 bis 25 Minuten. Der Raum, in dem der Test durchgeführt wird, muss mindestens vier mal sechs Meter groß sein. Es gibt einen speziellen Testsatz mit Materialien, die aus genormten Sportgeräten und Alltagsgegenständen bestehen.
| Nr. | Kurzbezeichnung der Aufgabe  | Beschreibung |
| --- | ---------------------------- | --- |
| 1   | Sprung in Reifen             | Dient dem Aufwärmen des Kindes, wird nicht gewertet. |
| 2   | Balancieren vorwärts         | Es soll vorwärts über einen auf dem Boden liegenden Teppichstreifen balanciert werden.                                                                                             |
| 3   | Punktieren (Tapping)         | Es sollen in der vorgegebenen Zeit so viele Punkte wie möglich auf ein Blatt Papier gemacht werden.                                                                                |
| 4   | Mit den Zehen Tuch aufheben  | Es soll mit den Zehen ein auf dem Boden liegendes Tuch aufgehoben und gehalten werden (beide Füße).                                                                                |
| 5   | Seil seitlich überspringen   | Es soll in einer vorgegebenen Zeit so oft wie möglich seitlich über ein am Boden liegendes Seil gesprungen werden                                                                  |
| 6   | Stab auffangen               | Es soll so schnell wie möglich mit der Hand ein Stab gegriffen werden, den der Testleiter fallen lässt                                                                             |
| 7   | Tennisbälle in Kartons legen | Es sollen so schnell wie möglich drei Tennisbälle nacheinander von einem Karton in einen anderen gelegt werden                                                                     |
| 8   | Balancieren rückwärts        | Es soll rückwärts über einen auf dem Boden liegenden Teppichstreifen balanciert werden                                                                                             |
| 9   | Zielwurf auf Scheibe         | Es soll aus 3 m Entfernung ein Tennisball auf eine Scheibe geworfen werden |
| 10  | Streichhölzer einsammeln     | Es liegen links und rechts neben einer passenden Schachtel jeweils 20 Streichhölzer. Diese sollen nacheinander, aber mit beiden Händen gleichzeitig in die Schachtel gelegt werden |
| 11  | Durch Reifen winden          | Es soll sich durch einen Reifen gewunden werden, ohne ihn dabei zu berühren und so, dass dabei nur die Füße den Boden berühren                                                     |
| 12  | Einbeiniger Sprung in Reifen | Es soll mit einem Bein in einen Reifen gesprungen und 5 Sekunden gehalten werden                                                                                                   |
| 13  | Tennisring auffangen         | Es soll aus einer bestimmten Entfernung ein Tennisring aufgefangen werden, den der Testleiter zuwirft                                                                              |
| 14  | Hampelmannsprung             | Es soll 10 Sekunden lang der Hampelmannsprung durchgeführt werden |
| 15  | Sprung über Seil             | Es soll über ein Seil gesprungen werden (2 verschiedene Höhen) |
| 16  | Rollen um Längsachse         | Es soll bei vollständiger Körperstreckung eine ganze Rolle um die Längsachse durchgeführt werden (beide Richtungen)                                                                |
| 17  | Aufstehen/Hinsetzen          | Es soll, während dabei mit beiden Händen ein Ball über dem Kopf gehalten wird, aus dem Schneidersitz aufgestanden und sich wieder hingesetzt werden                                |
| 18  | Drehsprung in Reifen         | Es soll mit einer 180° Drehung in den Reifen und genauso wieder heraus gesprungen werden                                                                                           |

### Unterteilung der Aufgaben
Die Aufgaben lassen sich motorischen Dimensionen zuordnen:
- Gesamtkörperliche Gewandtheit und Koordinationsfähigkeit (Aufgabe 7, 11, 14, 16, 18)
- Feinmotorische Geschicklichkeit                          (Aufgabe 3, 4, 10)
- Gleichgewichtsvermögen                                   (Aufgabe 2, 8, 12, 17, 18)
- Reaktionsfähigkeit                                       (Aufgabe 6, 13)
- Sprungkraft                                              (Aufgabe 15, 18)
- Bewegungsgeschwindigkeit                                 (Aufgabe 3, 5, 7)
- Bewegungssteuerung                                       (Aufgabe 9, 10)

## Auswertung
Für die Aufgaben werden je nach Leistung null (Fähigkeit nicht beherrscht) bis zwei Punkte (Fähigkeit beherrscht) vergeben. Die Summe aller Punkte ergibt einen Rohwert. Dieser kann zur weiteren Auswertung mit der Hilfe von Normentabellen interpretiert werden, um Standardwerte zu erhalten. Der Standardpunktewert unterscheidet zwischen „sehr guten“ (145–131), „guten“ (130–116), „normalen“ (115–86), „unterdurchschnittlichen“ (85–71) und „auffälligen“ (70–56) MOT-4-6-Ergebnissen.

## Geschichte
Der Test enthält zum Teil Aufgaben, die aus älteren Testverfahren übernommen und modifiziert wurden, sowie Aufgaben, die für das Verfahren neu konzipiert wurden. Die erste Rohfassung wurde im Jahre 1973 nach einer 10-jährigen Erprobungszeit an rund 1.200 Kindern in verschiedenen Zeitschriften veröffentlicht. Zwischen den Jahren 1973 und 1977 wurde er weiter modifiziert, bis er seine heutige Form erreicht hat. Das endgültige Manual wurde schließlich im Jahre 1987 veröffentlicht.